# William Moultrie
William Moultrie, född 23 november 1730 i Charleston, South Carolina, död 27 september 1805 i Charleston, South Carolina, var en amerikansk politiker och militär. Han tjänstgjorde som generalmajor i den kontinentala armén. Han var South Carolinas viceguvernör 1784–1785 samt guvernör 1785–1787 och 1792–1794, första gången partilös och andra gången federalist.

## Amerikanska frihetskriget

Moultries flagga

Moultrie tjänstgjorde i den kontinentala armén i amerikanska frihetskriget. Tidigare krigserfarenhet hade han som kapten i cherokeekriget. Som överste under det framgångsrika försvaret av Charlestons hamn introducerade Moultrie den 28 juni 1776 en flagga som kom att kallas The Moultrie Flag. I sina memoarer har Moultrie skrivit att hans flagga var den första amerikanska flaggan som flögs i sydstaterna. Halvmånen i nuvarande South Carolinas flagga härstammar från Moultries flagga. Fästningen som Moultrie försvarade i frihetskriget kom sedan att kallas Fort Moultrie. Moultrie befordrades till generalmajor.

## Politisk karriär
Moultrie var ledamot av South Carolinas representanthus 1783–1784. South Carolinas viceguvernör Richard Beresford avgick 1783 och Moultrie tillträdde 1784 som hans efterträdare. År 1785 efterträdde Moultrie Benjamin Guerard som guvernör och efterträddes 1787 av Thomas Pinckney. År 1792 tillträdde han på nytt som guvernör och efterträddes 1794 av Arnoldus Vanderhorst.